# Gerhard Venzmer
Gerhard Venzmer (* 1. Juni 1893 in Ludwigslust; † 16. Oktober 1986 in Vaduz) war ein deutscher Mediziner und Schriftsteller.

## Leben
Gerhard Venzmer wurde als Sohn eines Lehrers geboren und studierte ab 1911 Medizin, Biologie und Philosophie in Rostock, Berlin, München und Hamburg. Er wurde 1913 beim Corps Vandalia Rostock aktiv. Nach dem Ersten Weltkrieg, den er als Soldat erlebte, promovierte er 1919 in Berlin. Gerhard Venzmer unternahm Reisen in den Orient, nach Afrika, Indien, China, Japan und Amerika. Seit dieser Zeit trat er als vehementer Befürworter von medizinischem Fortschritt durch Experimente in kolonisierten Gebieten in Erscheinung. 1928 begann er eine Tätigkeit als Redakteur der Stuttgarter Zeitschrift Kosmos, einer populärwissenschaftlichen Zeitschrift des Franckh-Verlages Stuttgart.
Als Schriftleiter der Kosmos trieb er 1933 die Selbstgleichschaltung der Zeitschrift voran. Entsprechend der eigenen Aussage, wonach der Kosmos schon einige Jahre vorher „deutschem Denken und Fühlen zum Schrittmacher wurde“, hielt unter dem Schriftleiter Venzmer nationalsozialistisches Vokabular und dessen ideologische Themen Einzug in die Zeitschrift. Venzmers eigene Schriften, besonders jene der 1930er und 1940er, propagierten rassenhygienische Theorien, die eng mit nationalsozialistischen Vorstellungen korrespondierten. Die Unterscheidung von werten und unwerten Teilen der Volksgemeinschaft zielte auf eine politische Entmischung von auf der einen Seite „im deutschen Blut vertretenen Rassen“ und beispielsweise negativ attribuierten Juden und „Zigeunern“ auf der anderen Seite. 1934 forderte er in einem Artikel eine „zielbewusste Eugenik“. Deren Aufgabe sah er darin, „über alle Rassen hin das Minderwertig, Lebensunfähige und unheilbar Kranke auszumerzen“. Seine Arbeit, etwa das Werk Erbmasse und Krankheit, wurde unter anderem von Josef Mengele rezipiert. So ordnete der Medizinhistoriker Igor J. Polianski ihn als „Propagandisten der nationalsozialistischen Gesundheitspolitik“ ein.
Bis 1963 war Venzmer in Stuttgart als praktischer Arzt tätig, der sich auf Drüsenstörungen und Hormonkrankheiten spezialisiert hatte. Danach ließ er sich im liechtensteinischen Vaduz nieder, ab 1970 besaß er die Staatsangehörigkeit des Fürstentums. Hier schrieb er über eine fünfjährige Reise als Schiffsarzt mehrere Berichte und Bücher.

## Werke
- 1918: Beiträge zur Kenntnis der Reptilien- und Amphibienfauna des Cilicischen Taurus (Dissertation)
- 1924: Jenseits des Atlant. Reisebilder aus Kuba und Mexiko. Weltbund, Hamburg
- 1925: New Yorker Spaziergänge. Eindrücke und Betrachtungen aus der Metropole der Neuen Welt. Weltbund, Hamburg
- 1926: Der fliegende Koffer. Skizzen und Betrachtungen aus aller Herren Länder in buntem Durcheinander. Weltbund, Hamburg
- 1927: Spaziergang in Frankreich. Beim westlichen Nachbarn Erlebtes und Erschautes. Weltbund, Hamburg
- 1929: Heut um die Welt. Franckh, Stuttgart (später: Ein Schiffsarzt reist um die Welt)
- 1930: Körpergestalt und Seelenanlage. Ein Überblick über die biologische Verwandtschaft zwischen Körperform und Wesenskern des Menschen. Franckh, Stuttgart (später: Sieh dir die Menschen an)
- 1932: Giftige Tiere und tierische Gifte., Kosmos, Gesellschaft der Naturfreunde, Franckh’sche Verlagshandlung, Stuttgart 1932
- 1932 Autoreise durch Frankreich. Oestergaard Verlag, Berlin.
- 1933: Hormone und innere Sekretion. 2 Bändchen. Franckh, Stuttgart
- 1933: Deine Hormone – dein Schicksal! Was jeder von den Triebstoffen unseres Lebens wissen muß. Franckh, Stuttgart
- 1934: Dein Kopf – dein Charakter! Was Schädelform und Anlitzbildung über die Wesensart des Menschen verraten. Franckh, Stuttgart
- 1935: Lebensstoffe unserer Nahrung. Was jeder von den Vitaminen wissen muß. Franckh, Stuttgart
- 1936: Alt werden und jung bleiben. Franckh, Stuttgart
- 1938: Geheimnisse des Lebenssaftes. Vom Blut des Menschen, seinen Erkrankungen und seiner Heilkraft. Franckh, Stuttgart
- 1939: Das Meer der Geschichte. Eine Fahrt zu den Küsten des Mittelmeers. Franckh, Stuttgart
- 1940: Vererbbare Krankheiten. Franckh, Stuttgart
- 1944: Das Wunder des Stoffwechsels, Kosmos, Gesellschaft der Naturfreunde, Franckh’sche Verlagshandlung, Stuttgart
- 1948: Paul Ehrlich. Leben und Wirken., Mundus Verlag, Stuttgart 1948, DNB-Link
- 1958: Hormone als Lebensregler. Von den inneren Drüsen und ihren Wirkstoffen. Franckh, Stuttgart
- 1965: Das neue große Gesundheitsbuch. Bertelsmann, Gütersloh
- 1968: 5000 Jahre Medizin. Von vorgeschichtlicher Heilkunde zum ärztlichen Computer. Schünemann, Bremen